# Джон Льоба
Джон Льоба (собственото име на английски, фамилията на френски: John Leuba; на немски: Йон Лойба) е швейцарски лекар и психоаналитик.

## Биография
Роден е през 1884 година във френско-говорещата част на Швейцария в село Корселе. Учи геология и медицина в Париж, където се установява през 1925 г. Той провежда обучителна анализа с Рудолф Льовенщайн и влиза в Парижкото психоаналитично общество, където заема от 1934 г. поста секретар. След това работи под супервизията на Рене Лафорг, но се маха от там и го обвинява в сътрудничество с германциte. От 1946 до 1949 г. е президент на Парижкото психоаналитично общество.
Умира на 11 май 1952 година в Корселе на 68-годишна възраст.